# 超勇級防護巡洋艦
超勇級防護巡洋艦（ちょうゆうきゅうぼうごじゅんようかん）はイギリスのアームストロング社にて建造された清国海軍（北洋艦隊）の防護巡洋艦の艦級。「超勇」と「揚威」の2隻からなる。防護巡洋艦として最初期の設計で、軍艦に砲塔が普及する過渡期の艦でもあった。

## 概要
元はチリ海軍が発注した3隻のレンデル式砲艦と呼ばれる巡洋艦の内の2隻で、日本海軍の巡洋艦「筑紫」は同型の姉妹艦である。1874年の台湾出兵以降、北洋艦隊を率いる李鴻章は日本海軍を仮想敵として強く意識するようになった。しかし当時日本の装甲艦（扶桑、金剛型）に対抗可能な軍艦は清国になく、国産もまだ難しかったため、イギリスからの購入を検討。折からチリ海軍が発注をキャンセルして宙に浮いていた艦に白羽の矢が立った。
2隻は1880年1月15日に起工され、「超勇」は1880年11月4日に進水して1881年7月15日に竣工、「揚威」は1881年1月29日に進水して1881年7月14日に竣工した。2隻は1881年8月9日にニューカッスルを離れ、10月に中国に到着した。
1882年の壬午軍乱、1884年の清仏戦争と甲申事変など、1880年代前半の北洋艦隊の主力として活躍したが、1885年以降定遠級以下のドイツ・イギリス製艦艇が新たに加わると、二線級戦力の扱いを受けるようになった。
2隻とも、日清戦争の黄海海戦で沈没。

## 参考図書
- 「Conway All The World's Fightingships 1860-1905」（Conway）
- 姜鳴　『龍旗飄揚的艦隊-中国近代海軍興衰史』　三連書店、2008年
- 陳悦　『北洋海軍艦船志』　山東画報出版社、2009年